# 焼ける川
『焼ける川』(やけるかわ)は日本のシンガーソングライター鬼束ちひろの配信限定シングル

## 解説
シングルとしては、『憂鬱な太陽 退屈な月』からわずか1ヶ月での発売となる。
今作は、20名編成のストリングスを従えた上で、エモーショナルかつ、ドラマティックでスケール溢れるオーケストラにアレンジされたシンフォニックバラードとして仕上げられているのだと言う。
また、本作の発売を記念してライブラリー追加キャンペーンの開催が決定し、10月14日から27日にかけて、Apple Musicや、Spotifyに本楽曲を追加することで、抽選によって本作のジャケットステッカーがプレゼントされるようになっている。

## 収録曲
- 作詞・作曲：鬼束ちひろ、編曲：兼松衆

1. 焼ける川